# Біляна Срблянович
Біляна Срблянович (*15 жовтня 1970, Стокгольм, Швеція) — сербська письменниця та драматург.
Закінчила Факультет драматичного мистецтва (Белград).

## Інтернет-ресурси
- Interview mit Biljana Srbljanovic. [Архівовано 27 вересня 2007 у Wayback Machine.] In: Der Standard, 5. Juni 1999
- Kolumne im Standard [Архівовано 23 грудня 2017 у Wayback Machine.]

| Письменник | Це незавершена стаття про письменницю. Ви можете допомогти проєкту, виправивши або дописавши її. |